# Platyla
Platyla es un género de molusco gasterópodo de la familia Aciculidae en el orden de los Mesogastropoda.

## Especies
Las especies de este género son:
- Platyla foliniana
- Platyla lusitanica
- Platyla maasseni
- Platyla microspira
- Platyla orthostoma
- Platyla peloponnesica
- Platyla polita